# Scott Hanna
Scott Hanna (né en 1962) est un dessinateur de bande dessinée américain qui travaille presque uniquement comme encreur pour l'industrie du comic book de super-héros. C'est l'un des encreurs américains les plus reconnus. Il enseigne par ailleurs la bande dessinée à l'Arts and Fashion Institute, en Pennsylvanie.

## Récompenses
- 2001 : Prix Eisner de la meilleure histoire à suivre pour « Coming Home », dans  Amazing Spider-Man n°30-35 (avec John Romita Jr. et J. Michael Straczynski)
- 2010 : Prix Inkwell de l'encreur le plus adaptable
- 2011 : Prix Inkwell du meilleur encreur, de l'encreur le plus adaptable
- 2012 : Prix Inkwell de l'encreur le plus adaptable, de l'encouragement
- 2017 : Prix Inkwell du meilleur encreur, de l'encouragement
- 2018 : Prix Inkwell du meilleur encreur, de l'encreur le plus adaptable